# Eragrostis macrochlamys
Eragrostis macrochlamys är en gräsart som beskrevs av Pilg.. Eragrostis macrochlamys ingår i släktet kärleksgrässläktet, och familjen gräs. Inga underarter finns listade i Catalogue of Life.